# DeorbitSail-1
Deorbitsail ist ein Technologieerprobungssatellit von verschiedenen Institutionen unter der Leitung des britischen Surrey Space Center.
Er wurde am 10. Juli 2015 um 16:28 UTC mit einer PSLV-Trägerrakete vom Raketenstartplatz Satish Dhawan Space Centre (zusammen mit drei DMC3-Satelliten) in eine erdnahe Umlaufbahn gebracht.
Der dreiachsenstabilisierte Satellit ist mit einem 16-m²-Segel ausgerüstet und soll testen, wie ausgediente Satelliten mithilfe eines entfaltbaren Segels zur Erhöhung des Luftwiderstands innerhalb von kurzer Zeit zum Absturz gebracht werden können. Er soll innerhalb von 180 Tagen aus einer 600 km hohen Bahn zurück in die Erdatmosphäre eintreten. Der Satellit wird von sechs Solarzellenflächen mit Energie versorgt und ist mit Reaktionsrädern, Magnetometern und Sonnensensoren für die Bahnregelung ausgerüstet.

## Beteiligte
Die folgenden Institutionen sind an DeorbitSail-1 beteiligt:
- Surrey Space Centre ( Vereinigtes Königreich)
- California Institute of Technology ( Vereinigte Staaten)
- Deutsches Zentrum für Luft- und Raumfahrt ( Deutschland)
- Astrium ( Frankreich)
- Universität Stellenbosch ( Südafrika)
- Universität Patras ( Griechenland)
- Athena Space Programmes Unit ( Griechenland)
- Technische Universität des Nahen Ostens ( Türkei)
- Surrey Satellite Technology ( Vereinigtes Königreich)
- Innovative Solutions In Space ( Niederlande)